# Parafia św. Anny w Zębie
Parafia św. Anny w Zębie – parafia rzymskokatolicka należąca do dekanatu Biały Dunajec archidiecezji krakowskiej w Zębie.
Erygowana w 1932 roku przez kard. Adama Stefana Sapiehę.
Drewniany kościół pw. św. Anny został wybudowany w 1921 roku.

## Proboszczowie
- ks. kan. Wiktor Błotko (1932–1942)
- ks. Ludwik Mizera (1942–1986)
- ks. kan. Stanisław Pardyl (1986–2006)
- ks. kan. Kazimierz Sołtysik (od 2006)

## Zasięg parafii
Do parafii należą wierni z następujących miejscowości: Ząb, Bustryk i Sierockie.